# L'ispettore Regan
L'ispettore Regan (The Sweeney) è una serie televisiva britannica in 53 episodi trasmessi per la prima volta nel corso di 4 stagioni dal 1975 al 1978.
È una serie d'azione del genere poliziesco incentrata sulle vicende di due membri della Flying Squad, un ramo delle polizia metropolitana londinese specializzato nella lotta contro le rapine a mano armata e i crimini violenti. Il titolo del programma deriva da Sweeney Todd, utilizzato nello slang londinese per indicare la "Squadra mobile". È interpretata da John Thaw, nel ruolo dell'ispettore Jack Regan, e Dennis Waterman, nel ruolo del suo partner, il sergente George Carter. Tale fu la sua popolarità nel Regno Unito che generò due seguiti sotto forma di lungometraggi: La squadra speciale dell'ispettore Sweeney (Sweeney!, 1977) e Sbirri bastardi (Sweeney 2, 1978). In Italia il doppiaggio è stata diretto da Cip Barcellini, voce anche del protagonista Jack Regan.

## Personaggi e interpreti

### Personaggi principali
- Detective ispettore Jack Regan (53 episodi, 1975-1978), interpretato da John Thaw.
- Detective sergente George Carter (53 episodi, 1975-1978), interpretato da Dennis Waterman.
- Bill (40 episodi, 1975-1978), interpretato da Tony Allen.
- Detective ispettore capo Frank Haskins (37 episodi, 1975-1978), interpretato da Garfield Morgan.

### Personaggi secondari
- Detective sergente Tom Daniels (12 episodi, 1975-1978), interpretato da John Alkin.
- Detective Jimmy Thorpe (5 episodi, 1975), interpretato da Martin Read.
- Detective Maynon (4 episodi, 1975-1976), interpretato da Morris Perry.
- Detective Braithwaite (4 episodi, 1978), interpretato da Benjamin Whitrow.
- Alison Carter (3 episodi, 1975), interpretato da Stephanie Turner.
- Detective Jellyneck (3 episodi, 1976-1978), interpretato da James Warrior.
- Detective sergente Matt Mathews (3 episodi, 1975), interpretato da John Flanagan.
- Detective Gerry Burtonshaw (3 episodi, 1975-1978), interpretato da Nick Brimble.
- Susie Regan (3 episodi, 1975-1976), interpretato da Jennifer Thanisch.

## Produzione
La serie fu prodotta da Euston Films e girata a Londra. Le musiche furono composte da Harry South. La serie è stata creata dallo scrittore Ian Kennedy Martin, fratello del più noto Troy Kennedy Martin che contribuì a diversi episodi e scrisse il secondo film.

### Registi
Tra i registi della serie sono accreditati:
- Tom Clegg (14 episodi, 1975-1978)
- Douglas Camfield (6 episodi, 1975-1978)
- David Wickes (6 episodi, 1975-1978)
- Terry Green (5 episodi, 1975-1978)
- Mike Vardy (4 episodi, 1975-1978)
- William Brayne (4 episodi, 1975-1976)
- Ted Childs (2 episodi, 1975)
- Jim Goddard (2 episodi, 1975)
- Viktors Ritelis (2 episodi, 1975)
- Christopher Menaul (2 episodi, 1976-1978)
- Sid Roberson (2 episodi, 1978)

## Distribuzione
La serie fu trasmessa in Gran Bretagna dal 1975 al 1978 sulla rete televisiva Independent Television. In Italia è stata trasmessa dal 1980 su reti locali con il titolo L'ispettore Regan.
Alcune delle uscite internazionali sono state:
- in Gran Bretagna il 2 gennaio 1975 (The Sweeney)
- in Belgio il 14 gennaio 1978
- in Germania Ovest (Deckname Seeney)
- in Francia (Regan)
- in Spagna (Veinticuatro horas al día)
- in Italia (L'ispettore Regan)

## Episodi
| Stagione         | Episodi | Prima TV UK | Prima TV Italia |
| ---------------- | ------- | ----------- | --------------- |
| Prima stagione   | 13      | 1975        |                 |
| Seconda stagione | 13      | 1975        |                 |
| Terza stagione   | 13      | 1976        |                 |
| Quarta stagione  | 14      | 1978        |                 |